# Качулат елен
Качулатият елен (Elaphodus cephalophus) е единствен представител на род Elaphodus – примитивни елени, близкородствени с мунтжаките (Muntiacus). Макар и по-едър от тях със своите 50 – 70 cm височина, той е сравнително дребен вид елен. Качулат се нарича заради черен кичур козина на тила, който достига до 17 cm дължина. Окраската му е тъмна, с бяло под опашката, на върха на ушите, муцуната, а някои индивиди имат и бяла ивица около очите, която продължава назад към ушите. Мъжките имат малки рогца без разклонения и характерните за примитивните елени къси бивни зъби.

## Разпространение
Качулатите елени се срещат в Централен Китай, Североизточна Индия и Мианмар. Обитават труднодостъпни високопланински гори до 4500 m н.в. и затова видът е слабо проучен. Освен това е и доста рядък, но е недостатъчно проучен, за да бъде класифициран в Червената книга на световнозатрашените видове на IUCN.

## Начин на живот
Качулатите елени са териториални животни. Живеят поединично или на двойки. Когато са разтревожени, лаят също като мунтжаките. Лаят и през размножителния период късно наесен. Преди да побягнат, бялата козина под опашката им настръхва и вирнатата опашка се мята при всеки скок, правейки посоката им на движение трудно проследима.